# Wilkołaz (gmina)

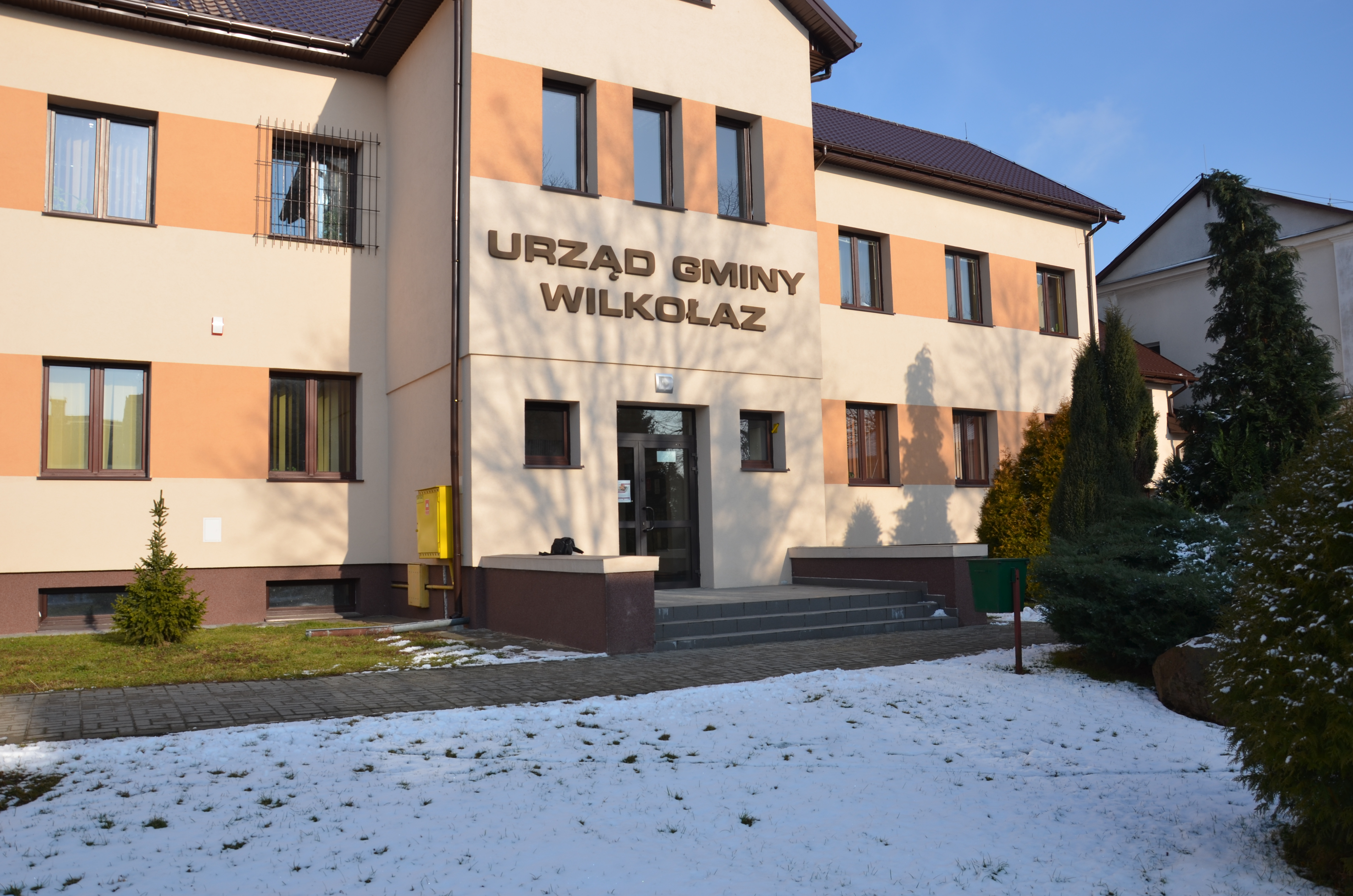
Budynek Urzędu Gminy Wilkołaz

Wilkołaz – gmina wiejska w województwie lubelskim, w powiecie kraśnickim. To jedna z 213 gmin województwa lubelskiego i jedna z 10 gmin powiatu kraśnickiego. 
Oficjalna siedziba gminy to Wilkołaz (nie istnieje taka miejscowośc), choć urząd gminy znajduje się we wsi Wilkołaz Pierwszy.
W latach 1975–1998 gmina położona była w ówczesnym województwie lubelskim.
Według danych z 31 grudnia 2019 roku gminę zamieszkiwało 5527 osób.

## Struktura powierzchni
Według danych z roku 2014 gmina Wilkołaz ma obszar 81,00 km², w tym:
- użytki rolne: 83%
- użytki leśne: 11%

Gmina stanowi 8% powierzchni powiatu kraśnickiego.

## Demografia
Dane z 30 czerwca 2004:
| Opis                              | Ogółem | Ogółem | Kobiety | Kobiety | Mężczyźni | Mężczyźni |
| --------------------------------- | ------ | ------ | ------- | ------- | --------- | --------- |
| jednostka                         | osób   | %      | osób    | %       | osób      | %         |
| populacja                         | 5575   | 100    | 2768    | 49,7    | 2807      | 50,3      |
| gęstość zaludnienia (mieszk./km²) | 68,1   | 68,1   | 33,8    | 33,8    | 34,3      | 34,3      |

Według danych z 30 czerwca 2014 roku gminę Wilkołaz zamieszkiwało 5525 osób, w tym 2755  mężczyzn i 2770 kobiet

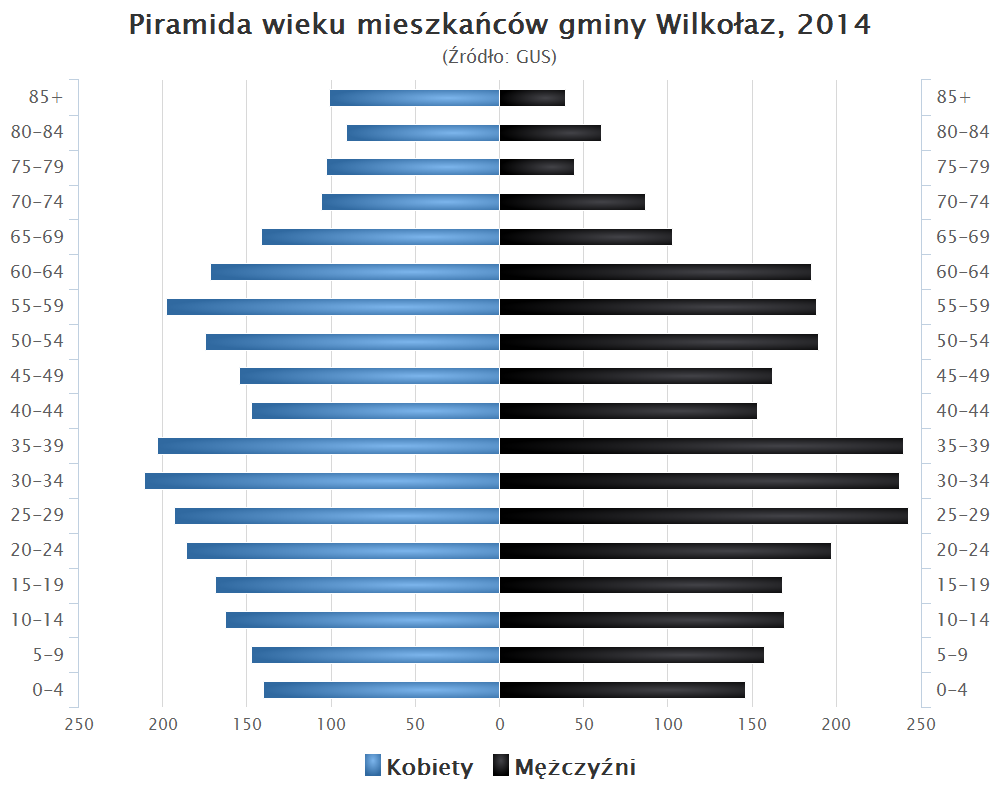
Piramida wieku mieszkańców gminy Wilkołaz w 2014 roku

## Środowisko przyrodnicze
Gmina Wilkołaz położona jest na obszarze Wzniesień Urzędowskich - subregionu znajdującego się w południowo - zachodniej części Wyżyny Lubelskiej. Północno – wschodni fragment gminy znajduje się na obszarze Wyniosłości Giełczewskiej. Obszar gminy wyróżnia się trzema typami rzeźby:
- wierzchowiny kredowe pokryte lessem na wysokości ok. 230 - 250 m n.p.m.,
- powierzchnie denudacyjne na wysokości 200 - 230 m n.p.m.,
- terasy zalewowe rzeki Urzędówki wraz z jej bezimiennymi dopływami.

Najwyżej wzniesiony obszar znajduje się na terenach graniczących z gminą Strzyżewice, na wysokości 263 m n.p.m. a najniżej położony teren  w zachodniej części gminy w dolinie rzeki Urzędówki 195 m n.p.m. Deniwelacje terenu wynoszą około 70 metrów. 
Obszar gminy Wilkołaz znajduje się pod wpływem lubelsko–chełmskiej dzielnicy klimatycznej charakteryzującej się najwyższym w regionie usłonecznieniem względnym w okresie letnim.
Sieć rzeczną gminy tworzy rzeka Urzędówka (prawostronny dopływ rzeki Wyżnicy) oraz jej bezimienny prawy dopływ. Rzeka Urzędówka bierze swój początek w okolicy Rudnika Szlacheckiego z kolei jej dopływ znajduje się w okolicy wsi Obroki. Najbardziej na wschód wysunięty fragment obszaru gminy (okolice Wilkołaza Górnego) znajduje się w zasięgu zlewni rzeki Krężniczanki z kolei fragment północno – zachodni w zasięgu zlewni rzeki Chodelki. Wody podziemne występujące na obszarze gminy Wilkołaz związane są z utworami czwartorzędu i kredy.

Gmina Wilkołaz położona jest w lubelsko-bychawskim regionie glebowym, gdzie przeważa kompleks glebowo-rolniczy pszenny dobry. Na obszarze gminy pod względem typologicznym dominują gleby pseudobielicowe i brunatne pochodzenia lessowego. Mady, czarne ziemie oraz gleby glejowe występują niewielkimi płatami jedynie w dolinie rzeki Urzędówki.

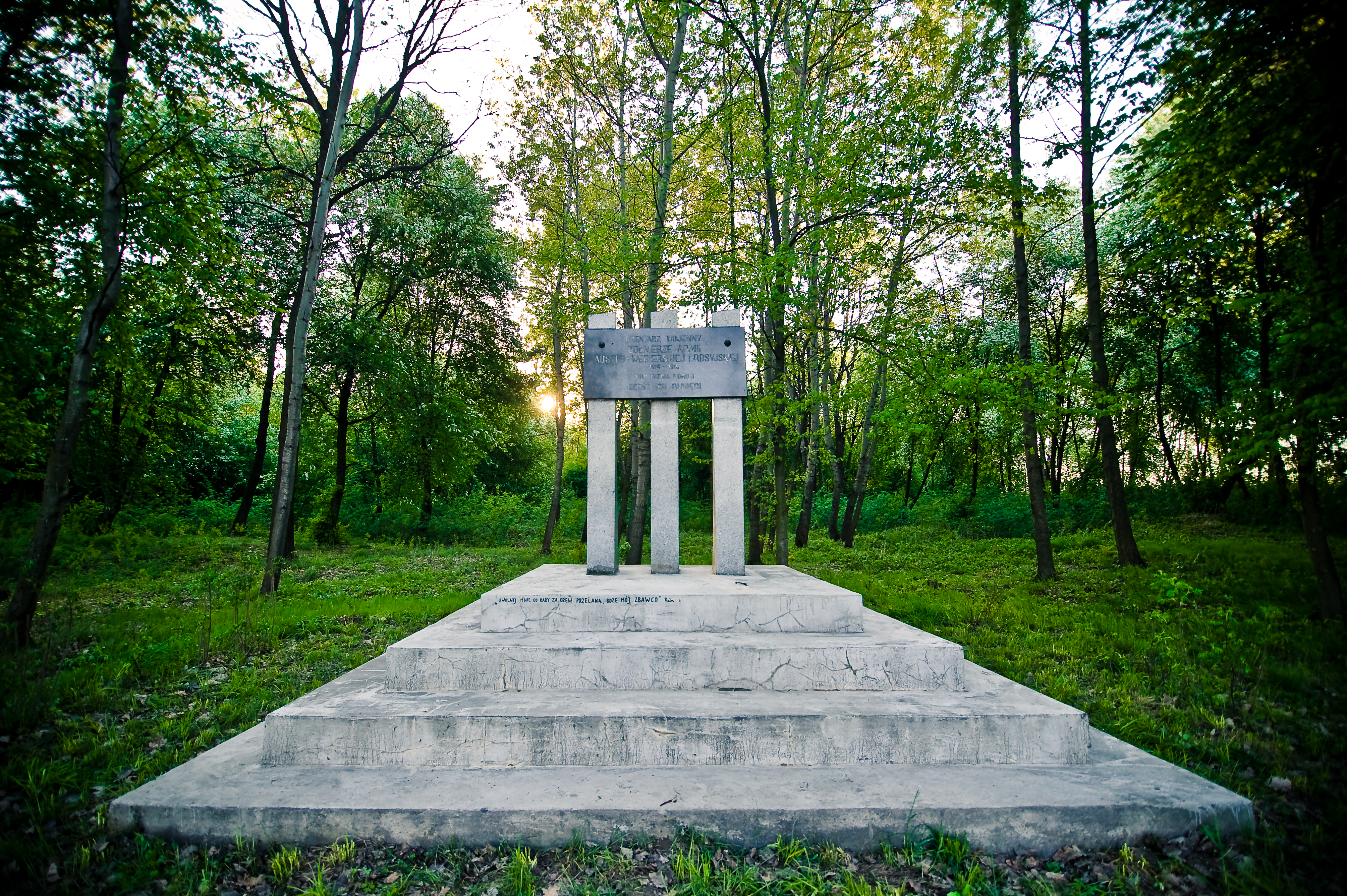
Cmentarz wojenny w Wólce Rudnickiej "Las Krzywda" z I wojny światowej

Lasy na terenie gminy Wilkołaz  znajdują się w części północnej (Obroki, Marianówka, Wilkołaz Dolny) i południowej (Rudnik Szlachecki, Pułankowice, Rudnik Szlachecki - Kolonia, Ostrów) obszaru gminy i zajmują około 11 procent jej powierzchni. Część środkowa gminy jest całkowicie bezleśna oraz intensywnie wykorzystywana rolniczo. Siedliska leśne pod względem typologicznym to przede wszystkim las mieszany świeży (zajmuje około 70 procent powierzchni) oraz siedliska lasu świeżego (około 20 procent). Pozostałe powierzchnie leśne to bór mieszany świeży  i ols. Dolina rzeki Urzędówki oraz kompleksy leśne północnej i południowej części gminy to najbardziej atrakcyjne obszary pod względem faunistycznym. Występują tu  sarny, dziki, zające, jeże, lisy, wiewiórki i borsuki oraz zaliczane do najcenniejszych i najrzadszych gatunków ptaków: pójdżka, trzmielojad, jastrząb, kruk i przepiórka. Gatunki zagrożone wyginięciem zamieszkujące obszar gminy to bocian biały i ortolan.
Na terenie gminy Wilkołaz występuje 24 rzadkich i chronionych gatunków roślin:
- 7 gatunków objętych ścisłą ochrona gatunkową (barwinek pospolity, lilia złotogłów, listera jajowata, orlik pospolity, parzydło leśne, podkolan biały, wawrzynek wilczełyko)
- 6 gatunków objętych ochroną częściową (kalina koralowa, konwalia majowa, kopytnik pospolity, kryszyna pospolita, pierwiosnek lekarski i przytulina wonna).
- 11 gatunków, których występowanie na obszarze Wyżyny Lubelskiej jest rzadkie (bez koralowy, jemioła pospolita, korzeniówka pospolita, narecznica mocna, pieprzyca gęstokwiatowa, rzęsa garbata, wgłębka wodna, sierpik barwierski, starzec Fuchsa, stokłosa żytnia, szczaw brodaty, tymotka Bohemera, żabiniec lancetowaty)[10].

Część północna gminy Wilkołaz znajduje się w zasięgu leśnego korytarza ekologicznego o znaczeniu regionalnym, zapewniającego łączność Czemiejowskiego Obszaru Chronionego Krajobrazu na wschodzie z Chodelskim Obszarem Chronionego Krajobrazu na zachodzie. Częściowo zalesiona południowa część gminy znajduje się w zasięgu Kraśnickiego Obszaru Chronionego Krajobrazu oraz leśnego korytarza ekologicznego o znaczeniu krajowym łączącego Kraśnicki Obszar Chronionego Krajobrazu z Chodelskim Obszarem Chronionego Krajobrazu.
Na obszarze Gminy Wilkołaz znajdują się cztery pomniki przyrody:
1. Lipa drobnolistna o obwodzie pnia ok. 410 cm w Wilkołazie Pierwszym
2. Wiąz szypułkowy o obwodzie pnia ok. 360 cm w Wilkołazie Trzecim
3. Dąb szypułkowy o obwodzie pnia ok. 333 cm w Wilkołazie Pierwszym
4. Lipa drobnolistna o obwodzie pnia ok. 456 cm w Wilkołazie Pierwszym[12].

## Zabytki
Zabytki znajdujące się na terenie Gminy Wilkołaz zgodnie z rejestrem zabytków nieruchomych województwa lubelskiego i rejestrem zabytków archeologicznych województwa lubelskiego (Obwieszczenie Nr 1/2015  Lubelskiego Wojewódzkiego Konserwatora zabytków w Lublinie z dnia 15 stycznia 2015 roku):
1. Kościół parafialny pw. św. Jana Chrzciciela w Wilkołazie z wystrojem wnętrza i zabytkowymi ruchomościami oraz drzewostanem w obrębie cmentarza kościelnego. Kościół wzniesiony w połowie XVII wieku w stylu barokowym[14].
2. Cmentarz wojenny w Wólce Rudnickiej położony na skraju lasu „Krzywda” z I wojny światowej, będący miejscem spoczynku żołnierzy armii austro-węgierskiej i rosyjskiej[15].
3. Grodzisko w Zalesiu tzw. „Okopek” z częściowo zachowanym wałem ziemnym, datowane na okres wczesnośredniowieczny, będące jedynym z punktów osadniczych Lubelszczyzny z tego okresu[16].

## Sołectwa
Ewunin, Marianówka, Ostrów, Ostrów-Kolonia, Pułankowice, Rudnik Szlachecki, Wilkołaz Pierwszy, Wilkołaz Dolny, Wilkołaz Drugi, Wilkołaz Trzeci, Wólka Rudnicka, Zalesie, Zdrapy.
Miejscowości podstawowe bez statusu sołectwa: Obroki, Obroki (osada leśna), Rudnik-Kolonia, Wilkołaz Górny, Wilkołaz-Stacja Kolejowa, Zamajdanie. 

## Sąsiednie gminy
Borzechów, Kraśnik, Niedrzwica Duża, Strzyżewice, Urzędów, Zakrzówek.

## Placówki oświatowe działające na terenie gminy
- Szkoła Podstawowa w Marianówce
- Szkoła Podstawowa w Ostrowie
- Szkoła Podstawowa im. Królowej Jadwigi w Rudniku Szlacheckim
- Szkoła Podstawowa im. Tadeusza Kościuszki w Wilkołazie
- Przedszkole Gminne w Wilkołazie[17]